# Eleccions generals de l'Uruguai de 1989
Les eleccions generals de l'Uruguai de 1989 es van celebrar el diumenge 26 de novembre del 1989, en una primera i única volta, amb la intenció d'escollir un nou president de la República Oriental de l'Uruguai, càrrec que, fins a la data, ocupava el centre-dretà Julio María Sanguinetti Coirolo des de l'1 de març de 1985. També, segons aquest sistema, es van presentar els candidats a intendents municipals pels seus respectius departaments.
El candidat presidencial del Partit Nacional, el conservador Luis Alberto Lacalle, va sortir elegit amb el 58,07% dels vots del seu partit.
Simultàniament es van celebrar les eleccions dels 19 intendents municipals i les corresponents Juntes Departamentals. Per primera vegada en la història, un partit no tradicional va assolir la Intendència de Montevideo, resultant electe l'esquerrà Tabaré Vázquez del Front Ampli. A la resta del país, van ser elegits 16 intendents del Partit Nacional i 2 del Partit Colorado.

## Resultats
|    | Candidat                                  | Partit                              | Vots      | %     | Resultat  | Diputats | Senadors |
| 1  | Lacalle - Aguirre                         | Partit Nacional (dreta)             | 444.839   | 22,57 | President | 39       | 12       |
| -- | ----------------------------------------- | ----------------------------------- | --------- | ----- | --------- | -------- | -------- |
| 2  | Pereyra - Tourné                          | Partit Nacional (dreta)             | 218.656   | 11,10 |           | -        | -        |
| 3  | Zumarán - García Costa                    | Partit Nacional (dreta)             | 101.046   | 5,13  |           | -        | -        |
| 4  | Batlle - J. Sanguinetti                   | Partit Colorado (centre)            | 291.944   | 14,82 |           | 30       | 9        |
| 5  | Pacheco - Millor                          | Partit Colorado (centre)            | 289.222   | 14,68 |           | -        | -        |
| 6  | Fernández Faingold - Vispo                | Partit Colorado (centre)            | 14.482    | 0,73  |           | -        | -        |
| 7  | Seregni - Astori                          | Front Ampli (esquerra)              | 418.403   | 21,23 |           | 21       | 7        |
| 8  | Batalla - Quijano                         | Nou Espai (centreesquerra)          | 177.453   | 9,01  |           | 9        | 2        |
| 9  | Tálice - Portillo                         | Partit Ecologista (centreesquerra)  | 10.835    | 0,55  |           | -        | -        |
| 10 | Espínola - Brunetto                       | Part. Mov. Justiciero               | 441       | 0,02  |           | -        | -        |
| 11 | Andrada - Meyer                           | Partit dels Treballadors (esquerra) | 310       | 0,02  |           | -        | -        |
| 12 | Espasandin - Grecco                       | P. Convergència                     | 190       | 0,01  |           | -        | -        |
|    | Total vots vàlids                         |                                     | 1.970.586 | 100   |           |          |          |
|    | Vots anul·lats                            |                                     | -         | -     |           |          |          |
|    | Vots en blanc                             |                                     | 64.284    | -     |           |          |          |
|    | Total vots                                |                                     | 2.056.355 | 100   |           |          |          |
|    | Total dels votants inscrits a les llistes |                                     | 1.970.586 | -     | -         | 99       | 31       |